# Campagne présidentielle de Robert F. Kennedy en 1968

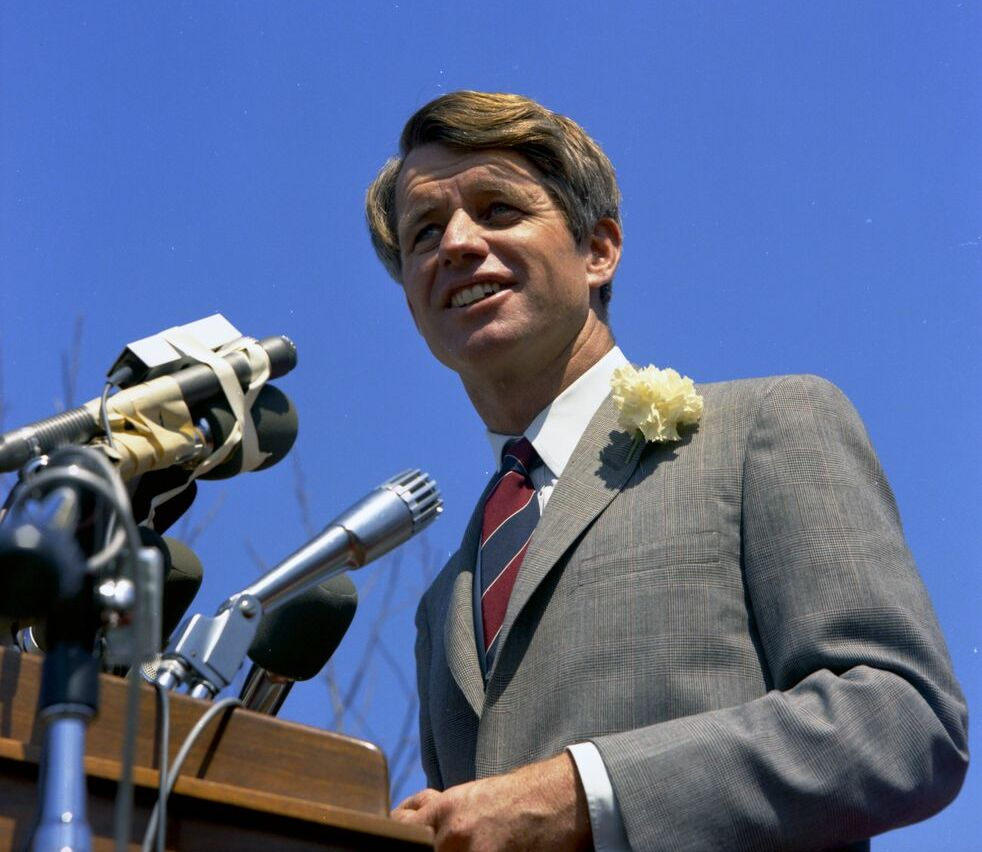
Robert F. Kennedy en mars 1968.

La campagne présidentielle de Robert F. Kennedy démarra le 16 mars 1968 avec l'annonce faite par Robert Francis Kennedy, sénateur démocrate de l'État de New York, de se porter candidat à l'élection présidentielle américaine de 1968. 
À la suite du retrait du président en fonction Lyndon B. Johnson le 31 mars, les primaires du Parti démocrate ne mirent plus aux prises que trois individus : Kennedy, le sénateur du Minnesota Eugene McCarthy et le vice-président Hubert Humphrey. Kennedy, qui était, tout comme McCarthy, très critique des politiques de l'administration Johnson, fit campagne dans tout le pays afin de prendre l'avantage lors des primaires. Lui et ses équipes furent particulièrement actifs dans l'Indiana, le Nebraska, l'Oregon, le Dakota du Sud, la Californie et le district de Columbia. 
La campagne de Kennedy se termina brutalement le 6 juin 1968 lorsqu'il fut assassiné à l'hôtel Ambassador de Los Angeles, alors qu'il venait de remporter la primaire de Californie.

## Déclaration de candidature
Kennedy avait tardé à se présenter comme candidat aux primaires du Parti démocrate en vue de l'élection présidentielle de 1968. Il se décida finalement sous la pression de ses conseillers politiques, qui craignaient qu'une annonce de candidature trop tardive ne compromît sa campagne. Même si Kennedy et son équipe savaient qu'il ne serait pas facile de l'emporter contre le président démocrate en exercice, Lyndon B. Johnson, le sénateur de New York n'avait jamais totalement exclu l'idée d'entrer dans la course. Le 30 novembre 1967, le sénateur fédéral du Minnesota Eugene McCarthy se présenta officiellement contre Johnson dans la bataille pour l'investiture démocrate. À la suite de la déclaration de McCarthy, Kennedy confia au sénateur George McGovern, du Dakota du Sud, qu'il était « inquiet de voir [McGovern] et d'autres personnes s'engager précocement en faveur de [McCarthy] ». Lors d'un déjeuner avec des journalistes au National Press Club le 30 janvier 1968, il affirma de nouveau qu'il n'avait pas l'intention de se présenter mais sa réflexion sur l'opportunité d'une candidature évolua dans les semaines suivantes.
Au début du mois de février 1968, peu de temps après l'offensive du Têt au Viêt Nam, Robert Kennedy reçut une lettre angoissée de l'écrivain Pete Hamill dans lequel celui-ci remarquait que les habitants pauvres du quartier de Watts, à Los Angeles, avaient accroché des photos du frère de Robert, le président défunt John Fitzgerald Kennedy, sur les murs de leurs maisons. La lettre de Hamill persuada Kennedy qu'il avait « l'obligation de demeurer fidèle à ce qui a mis ces photos sur ces murs ». D'autres facteurs jouèrent un rôle dans la décision de Kennedy de se porter candidat aux primaires démocrates. Le 28 février 1968, la commission Kerner publia un rapport sur les émeutes raciales qui avaient secoué la plupart des grandes villes américaines l'été précédent. La commission attribuait la responsabilité des violences au « racisme blanc » mais ses conclusions furent largement ignorées par l'administration Johnson. Préoccupé par les faits et gestes du président, Kennedy demanda à l'un de ses conseillers, l'historien Arthur Meier Schlesinger Jr. : « comment pouvons-nous survivre à cinq années supplémentaires de Lyndon Johnson ? » Son intention d'affronter Johnson lors des primaires se heurta cependant aux opinions contradictoires de son entourage (amis, conseillers politiques et membres de la famille) ; sa femme Ethel était pour, alors que son frère Ted était contre, ce qui n'empêcha pas ce dernier de soutenir, par la suite, la campagne de Robert,.
Entre fin février et début mars, Kennedy prit la décision d'entrer dans la course à la présidence. Le 10 mars, il se rendit en Californie pour rencontrer le militant des droits civiques César Chávez, qui menait alors une grève de la faim. Au cours du voyage, Kennedy déclara à son conseiller Peter Edelman qu'il était prêt à concourir à l'élection et devait « trouver le moyen d'en éjecter McCarthy ». Durant le week-end précédant la primaire du New Hampshire, le sénateur de New York informa une partie de son équipe qu'il serait candidat s'il parvenait à convaincre McCarthy de se retirer. Ce dernier demanda alors à son potentiel rival d'attendre les résultats de la primaire du New Hampshire pour faire part de ses intentions, ce que Kennedy accepta. Le 12 mars, le président Johnson arriva en tête du scrutin, mais avec une avance étonnamment faible sur McCarthy qui était parvenu à rassembler 42 % des suffrages. Kennedy comprit, à la lumière de ce score, que l'éventualité d'un retrait de McCarthy n'était plus guère envisageable et qu'il lui fallait donc entrer à son tour dans l'arène.
Le 16 mars, Kennedy fit la déclaration suivante : « j'annonce aujourd'hui ma candidature à la présidence des États-Unis. Je ne me présente pas à la présidence simplement pour m'opposer à un homme, mais pour proposer de nouvelles politiques. Je me présente parce que je suis convaincu que ce pays est sur une trajectoire périlleuse et parce que j'ai des sentiments si forts sur ce qui doit être fait, et que je me sens obligé de faire tout ce qui est en mon pouvoir ». Kennedy prononça son discours depuis la Senate Caucus Room, à l'endroit même où son frère John avait annoncé sa propre candidature à la présidence en 1960. Furieux, les soutiens de McCarthy ne tardèrent pas à dénoncer l'opportunisme du sénateur de New York. Pour les démocrates progressistes, l'entrée en jeu de Kennedy faisait désormais craindre la division du mouvement anti-guerre entre les candidatures respectives de Kennedy et de McCarthy.
Le 31 mars, Johnson stupéfia la nation en indiquant qu'il ne solliciterait pas un nouveau mandat présidentiel. Lors de cette même allocution télévisée, il annonça un arrêt partiel des bombardements au Viêt Nam et sa volonté d'ouvrir les négociations de paix avec les Nord-Vietnamiens. Le vice-président Hubert Humphrey, connu pour son engagement de longue date auprès des syndicats et du mouvement des droits civiques, se déclara candidat le 27 avril, avec le soutien de l'establishment du parti : élus démocrates au Congrès, maires, gouverneurs, syndicats,, … La candidature d'Humphrey intervint trop tard pour permettre à celui-ci de participer aux primaires, même s'il figura en tant que candidat hors-liste dans divers scrutins de la campagne ; toutefois, fort de l'appui du président et de nombreux militants démocrates, il était en bonne position pour rafler les délégués des États dans lesquels aucune primaire n'avait été organisée,. À l'inverse, Kennedy, tout comme son frère avant lui, comptait se servir des primaires pour attester d'un soutien populaire en faveur de sa candidature et accroître ses chances en vue de la nomination. Étant donné que les « poids lourds » du parti jouaient un rôle crucial dans la sélection des délégués et le déroulement des votes lors de la convention nationale démocrate, la stratégie de Kennedy consistait à remporter plusieurs victoires décisives durant les primaires afin d'impressionner les « décideurs » ; un calcul semblable avait déjà permis à son frère de s'imposer en 1960 face à Humphrey lors de la primaire de Virginie-Occidentale.
Kennedy prononça son premier discours de campagne le 18 mars à l'université d'État du Kansas. Il avait auparavant accepté de donner, en ce même lieu, une conférence en hommage à l'ancien gouverneur républicain du Kansas Alf Landon qui rassembla une audience record de 14 500 étudiants. Dans cette allocution, Kennedy s'excusa pour les erreurs qu'il avait pu commettre par le passé et critiqua la politique de Johnson au Viêt Nam : « j'ai participé à bon nombre des premières décisions qui ont été prises au sujet du Viêt Nam, et celles-ci ont contribué à nous mettre dans la situation dans laquelle nous sommes aujourd'hui ». Il reconnut ensuite que « l'erreur passée n'excuse pas le fait qu'elle a été perpétrée ». Un peu plus tard dans la journée, il s'exprima à l'université du Kansas devant une foule de 19 000 personnes — l'un des rassemblements les plus massifs de l'histoire de cet établissement. Lors de son discours, il affirma : « Je ne pense pas que nous devions nous tirer dessus, nous battre, nous maudire et nous critiquer mutuellement ; je pense que nous pouvons faire mieux dans ce pays. Et c'est pour cela que je suis candidat à la présidence des États-Unis ». Après le Kansas, Kennedy s'embarqua dans une tournée qui devait le conduire, selon le calendrier des primaires, en Indiana, à Washington, D.C., au Nebraska, en Oregon, dans le Dakota du Sud et enfin en Californie.

## Positions politiques
Le programme politique de Kennedy mettait l'accent sur l'égalité raciale, la justice économique, le principe de non-agression en politique étrangère, la décentralisation du pouvoir et la mise en œuvre de réformes sociales. L'un des principaux moteurs de la campagne du sénateur fut l'engagement de la jeunesse que Kennedy considérait comme le futur d'une société américaine revigorée et plus soucieuse de coopération et d'égalité sociale.
Alors qu'il avait autrefois soutenu avec force l'engagement américain au Viêt Nam, Kennedy s'était peu à peu distancié de la politique menée sur place par l'administration Johnson, au point d'apparaître, dès 1967, comme un fervent opposant à la guerre. 
Au moment de son entrée dans la course à l'investiture démocrate, Kennedy s'était fait connaître en tant que défenseur des plus pauvres et des minorités ainsi que pour son soutien à l'abolition de la peine de mort. Son biographe Guillaume Gonin écrit : « au contact des mineurs du Chili, des farm workers de Californie, des noirs de Soweto, des enfants du Mississippi ou des Indiens, il a trouvé une nouvelle cause ― la sienne. Jeune, l'injustice l'interpellait ; aujourd'hui, toute forme de peine le révolte, acceptant aussitôt ceux qui souffrent comme les siens ». S'exprimant au sujet d'un discours de campagne de Kennedy sur le PIB, porteur selon lui d'une « critique de la culture capitaliste et du mythe de la croissance », le philosophe Jean-Claude Michéa note que « Bob Kennedy n'était pas un anarchiste ou un révolutionnaire au sens strict du terme » mais qu'« il s'inscrivait simplement (comme, à la même époque, le pasteur Martin Luther King) dans la grande tradition radicale du populisme américain ».
Lors d'une allocution à l'université de médecine de l'Indiana en avril 1968, Kennedy plaida pour une démocratisation des soins de santé, dont il affirmait qu'ils ne devraient pas « être un luxe ». Au cours d'un échange avec le public, composé d'étudiants en médecine issus de catégories aisées, le candidat se vit demander : « tous vos programmes ont l'air très bien, mais d'où viendra l'argent ? », ce à quoi Kennedy répondit : « de vous ! ».
Il prit également position en faveur d'une meilleure régulation des ventes d'armes à feu.

## Déroulement de la campagne des primaires

Résultats des primaires démocrates de 1968 : en bleu, les États remportés par Kennedy ; en vert, les États remportés par McCarthy.

En 1968, Kennedy remporta quatre primaires étatiques (Indiana, Nebraska, Dakota du Sud et Californie) ainsi que celle du district de Columbia, tandis que son rival McCarthy fut déclaré vainqueur dans six (Wisconsin, Pennsylvanie, Massachusetts ― État natal de Kennedy ―, Oregon, New Jersey et Illinois). Des quatre primaires au cours desquelles les deux hommes furent directement opposés l'un à l'autre, Kennedy l'emporta cependant à trois reprises (Indiana, Nebraska et Californie) alors que McCarthy ne fut victorieux qu'une seule fois (Oregon).

### Sondages
Un sondage Gallup réalisé à l'automne 1965 montra que 72 % des répondants pensaient que RFK voulait devenir président et que 40 % des indépendants et 56 % des démocrates se déclaraient favorables à une éventuelle candidature de sa part. En août 1966, des sondages Gallup et Harris révélèrent que seulement 2 % des démocrates et 14 % des indépendants préféraient RFK à Johnson pour être le candidat démocrate à la prochaine élection ; en mars 1968, la tendance s'était cependant nettement inversée à en croire un sondage Gallup, mené peu avant l'entrée de RFK dans la primaire de l'Indiana, qui conférait à ce dernier une avance de trois points sur le président sortant (44 % contre 41 %). 
Un autre sondage publié début avril donnait quant à lui RFK en tête des intentions de vote dans l'Indiana avec 46 % d'électeurs potentiels contre 19 % pour McCarthy. Dans une enquête réalisée à la même époque, Kennedy l'emportait par une marge de trois contre un face à McCarthy et au gouverneur de l'État Roger D. Branigin ; l'historien Edward Schmitt souligne qu'une forte proportion des personnes interrogées rejetaient l'accusation selon laquelle RFK n'était pas digne de confiance ainsi que celle qui le présentait comme « trop dur et impitoyable ». 
D'après un sondage Gallup du 28 avril, le soutien à Kennedy parmi les électeurs démocrates était de 28 %, soit trois points devant Humphrey mais cinq points derrière McCarthy. Le 2 juin, l'institut Gallup estimait que le soutien des présidents de comté démocrates aux candidats de leur parti se répartissait de la manière suivante : 67 % pour Humphrey, 19 % pour Kennedy et 6 % pour McCarthy. En ce qui concernait la primaire de Californie, un sondage du 3 juin attribuait à Kennedy une avance de neuf points sur son rival McCarthy (39 % contre 30 %) ; la chaîne CBS confirma cette avance le lendemain quoique avec une marge plus réduite de sept points en faveur de Kennedy.

### Primaire de l'Indiana

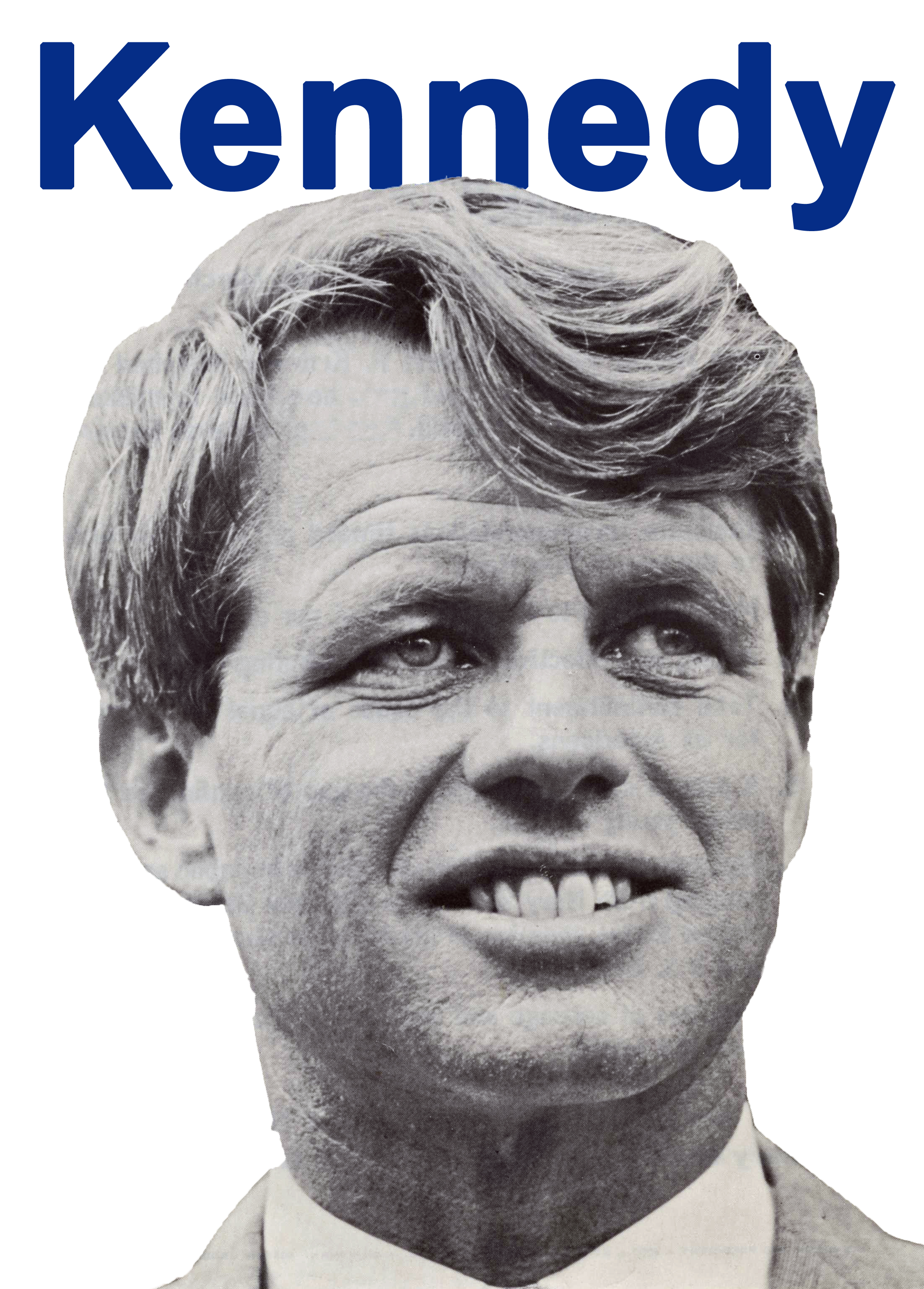
Affiche de campagne de Robert Kennedy en 1968.

Le 27 mars 1968, Kennedy fit part de son intention d'affronter McCarthy lors de la primaire de l'Indiana. En dépit des avertissements de son équipe qui, prédisant un résultat extrêmement serré, lui déconseillait de participer à ce scrutin, il se rendit le lendemain à Indianapolis pour s'inscrire à cette primaire. Au Capitole de l'État de l'Indiana, devant une foule enthousiaste, il insista sur l'importance de cet État pour sa campagne : « si nous pouvons gagner en Indiana, nous pouvons gagner dans tous les autres États, et décrocher la mise à la convention du mois d'août ».
Le 4 avril 1968, Kennedy effectua son premier déplacement électoral à l'université de Notre-Dame-du-Lac de South Bend, suivi d'un discours à l'université d'État de Ball à Muncie. Dans cette dernière allocution, le candidat affirma que l'élection de 1968 déterminerait « la direction que les États-Unis vont prendre » et que le peuple américain devait « tout examiner » et « ne rien tenir pour acquis ». En outre, Kennedy exprima ses inquiétudes au sujet de la pauvreté, de la faim, du chaos, de la violence, de l'emploi, du développement économique et de la politique étrangère. Selon lui, les Américains avaient des « obligations morales » à l'égard des peuples étrangers et devaient « faire un effort honnête pour se comprendre les uns les autres et aller ensemble de l'avant ».
Après avoir pris congé de son auditoire, Kennedy monta dans un avion à destination d'Indianapolis où il fut informé, dès son arrivée, de l'assassinat de Martin Luther King. Dans la soirée, il prononça un bref discours sur la mort de King dans un quartier noir du nord de la ville. Mettant en garde contre tout esprit de haine ou de vengeance, il déclara : « nous n'avons pas besoin de divisions aux États-Unis. Nous n'avons pas besoin de haine aux États-Unis. Nous n'avons pas besoin de violence et d'anarchie aux États-Unis ― mais d'amour et de sagesse, de compassion envers les autres. D'un sentiment de justice envers ceux qui souffrent toujours dans notre pays, qu'ils soient blancs ou noirs ». Il assista ensuite aux funérailles de King à Atlanta, en Géorgie, avant de consacrer à nouveau toute son attention à la primaire. La campagne de Kennedy dans l'Indiana reprit le 10 avril.
L'un des conseillers de Kennedy, John Bartlow Martin, exhorta le sénateur à condamner publiquement les émeutes et l'usage de la violence, à insister sur son « expérience en matière d'application de la loi » en sa qualité d'ancien procureur général et à promouvoir l'idée que le gouvernement fédéral et le secteur privé devaient travailler main dans la main pour résoudre les problèmes de la nation. Martin encouragea par ailleurs Kennedy à s'exprimer sur la guerre du Viêt Nam, arguant du fait que le soutien à la cessation des hostilités et à la réallocation des dépenses militaires en faveur de programmes sociaux « a toujours été applaudi ». Afin de s'attirer les voix des électeurs plus conservateurs de l'Indiana, Kennedy s'efforça également d'atténuer la radicalité de ses propos.
Le 2 mai, Kennedy tint un discours devant la chambre immobilière d'Indianapolis dans lequel il plaida en faveur d'un rôle accru des entreprises — et non du gouvernement fédéral — dans la vie économique du pays. À cette occasion, il affirma que l'économie américaine serait assainie par l'arrêt des combats au Viêt Nam.
Dans les jours qui précédèrent la primaire de l'Indiana, l'affrontement entre Kennedy, McCarthy et le gouverneur Branigin redoubla d'intensité. L'historien Ray Broomhower écrit que Branigin, doublure de LBJ et « fils préféré » du président sortant, était un « adversaire redoutable qui jouissait d'un pouvoir immense dans la distribution d'environ sept mille emplois clientélistes à travers l'État ». Branigin fit campagne dans la quasi-totalité des 92 comtés de l'Indiana alors que McCarthy se concentra principalement sur les zones rurales et les petites villes. Quant à Kennedy, il effectua du 22 au 23 avril une tournée dans le centre et le sud de l'État dont une partie se déroula à bord d'un train (whistle-stop tour).
Le 7 mai, jour du scrutin, Kennedy arriva en tête avec 42 % du vote populaire ; Branigin termina deuxième avec 31 % des voix et McCarthy troisième avec 27 %. Le score de RFK parmi les électeurs noirs atteignit les 90 %, ce qui était exceptionnel pour un candidat blanc.

### Primaires du Nebraska et de l'Oregon

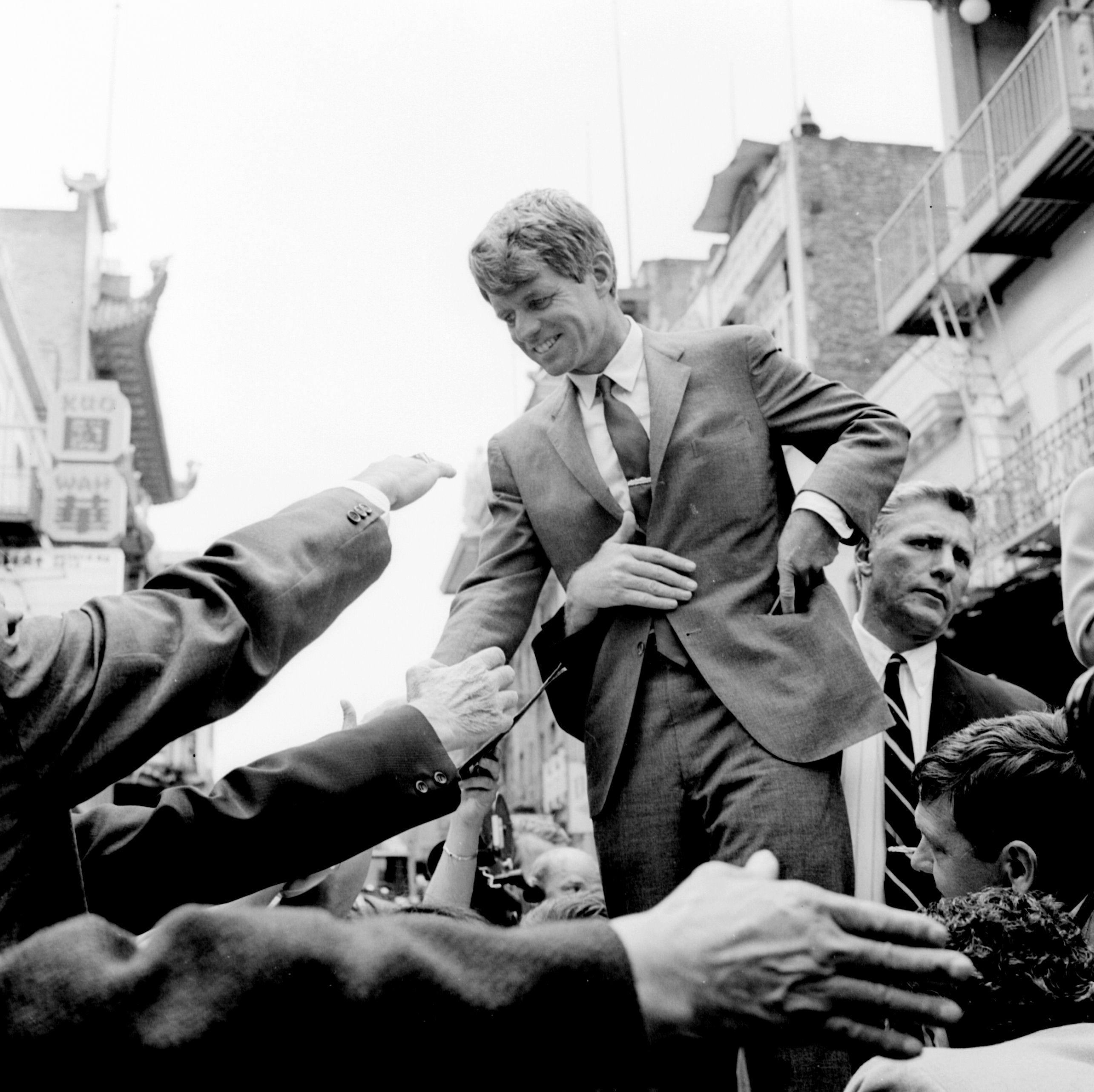
Kennedy prenant un bain de foule durant sa campagne de 1968.

Dans le Nebraska, Kennedy mena une campagne vigoureuse car il espérait obtenir un triomphe assez large afin de bénéficier d'une dynamique favorable au moment d'aborder la primaire de Californie, où McCarthy et ses partisans étaient bien implantés. Alors que son rival ne se rendit qu'une seule fois dans le Nebraska, Kennedy y multiplia les déplacements. Les conseillers de Kennedy étaient initialement sceptiques sur ses chances dans le Nebraska compte tenu de l'inexpérience de leur candidat sur les questions d'élevage et d'agriculture, qui revêtaient une grande importance pour les populations locales, ainsi que du peu de temps qui lui était imparti pour mener campagne dans cet État après la fin de la primaire de l'Indiana. RFK remporta malgré tout celle du Nebraska le 14 mai, avec 51,4 % des votes contre 31 % pour McCarthy. Kennedy remporta en tout 24 des 25 comtés qu'il avait visité avant le vote (l'unique comté qu'il perdit, avec seulement deux voix d'écart, abritait l'université du Nebraska, où de nombreux étudiants étaient favorables à McCarthy). À l'annonce des résultats, Kennedy déclara que lui et McCarthy, en tant que candidats hostiles à la poursuite de la guerre, avaient rassemblé à eux deux plus de 80 % des voix, ce qu'il interprétait comme un « rejet flagrant » de l'administration Johnson-Humphrey.
Contrairement au Nebraska, la primaire de l'Oregon posait plusieurs problèmes délicats à Kennedy. Son antenne de campagne locale, dirigée par la représentante au Congrès Edith Green, était en sous-effectif tandis que son programme, axé sur la pauvreté, la faim et les questions relatives aux minorités, n'avait que peu à voir avec les préoccupations des électeurs locaux. En outre, l'Oregon était un bastion des Teamsters, le syndicats des conducteurs routiers américains, dont le président Jimmy Hoffa était un ennemi juré de Kennedy. Au sujet des nombreux appels à l'unité adressés par RFK aux Américains, Judie Mills note qu'« en ce qui concerne les Orégonais, l'Amérique ne s'était pas effondrée ». Afin de creuser l'écart avec McCarthy, l'entourage de Kennedy révéla que, dans le cadre de ses activités au Congrès, le sénateur du Minnesota s'était opposé à une augmentation du salaire minimum fédéral et à la suppression de la « taxe électorale » lors de l'adoption de la loi sur les droits civiques de 1965. En rétorsion, l'équipe de McCarthy accusa Kennedy d'avoir illégalement mis sur écoute Martin Luther King du temps où il servait comme procureur général ; Kennedy admit par la suite que ces attaques du bilan législatif de McCarthy ne furent pas très efficaces.
À dix jours du scrutin, le sénateur de New York reconnut que la partie ne serait pas facile : « cet État est comme une banlieue géante. Je suis meilleur auprès des gens qui ont des problèmes ». Il déclara peu après à un journaliste : « si je suis battu dans une primaire, c'est que je ne suis pas un candidat très fiable ». Ce commentaire ne fit qu'accentuer l'importance de la primaire de l'Oregon. Réalisant qu'une défaite dans cet État risquerait de porter atteinte à sa crédibilité, Kennedy fit campagne seize heures par jour tandis que ses partisans démarchèrent 50 000 foyers dans les semaines qui précédèrent l'élection, ce que l'historien Dary G. Richardson qualifie de « rythme quasi-olympien ».
Le 26 mai, Kennedy était en déplacement à Portland, accompagné de sa femme Ethel et de l'astronaute John Glenn, lorsque McCarthy, qui était également de passage à Portland, rencontra brièvement le cortège de RFK à Washington Park ; ce dernier s'empressa alors de quitter les lieux. Le lendemain, un porte-parole de la campagne de Kennedy accusa McCarthy et Humphrey de faire front commun contre Kennedy. Les résultats tombèrent le 28 mai : McCarthy fut proclamé vainqueur avec 44,7 % des voix contre 38,8 % pour Kennedy. RFK fut ainsi le premier membre de la famille Kennedy à perdre une élection. Une fois la nouvelle confirmée, Kennedy adressa à McCarthy un message de félicitations tout en assurant vouloir se maintenir dans la course. Pour Larry Tye, l'échec de RFK en Oregon révéla deux choses : premièrement, que Kennedy pouvait être battu ; deuxièmement, que celui-ci allait désormais devoir prendre des risques afin de décrocher l'investiture.

### Primaires de Californie, du Dakota du Sud et du New Jersey

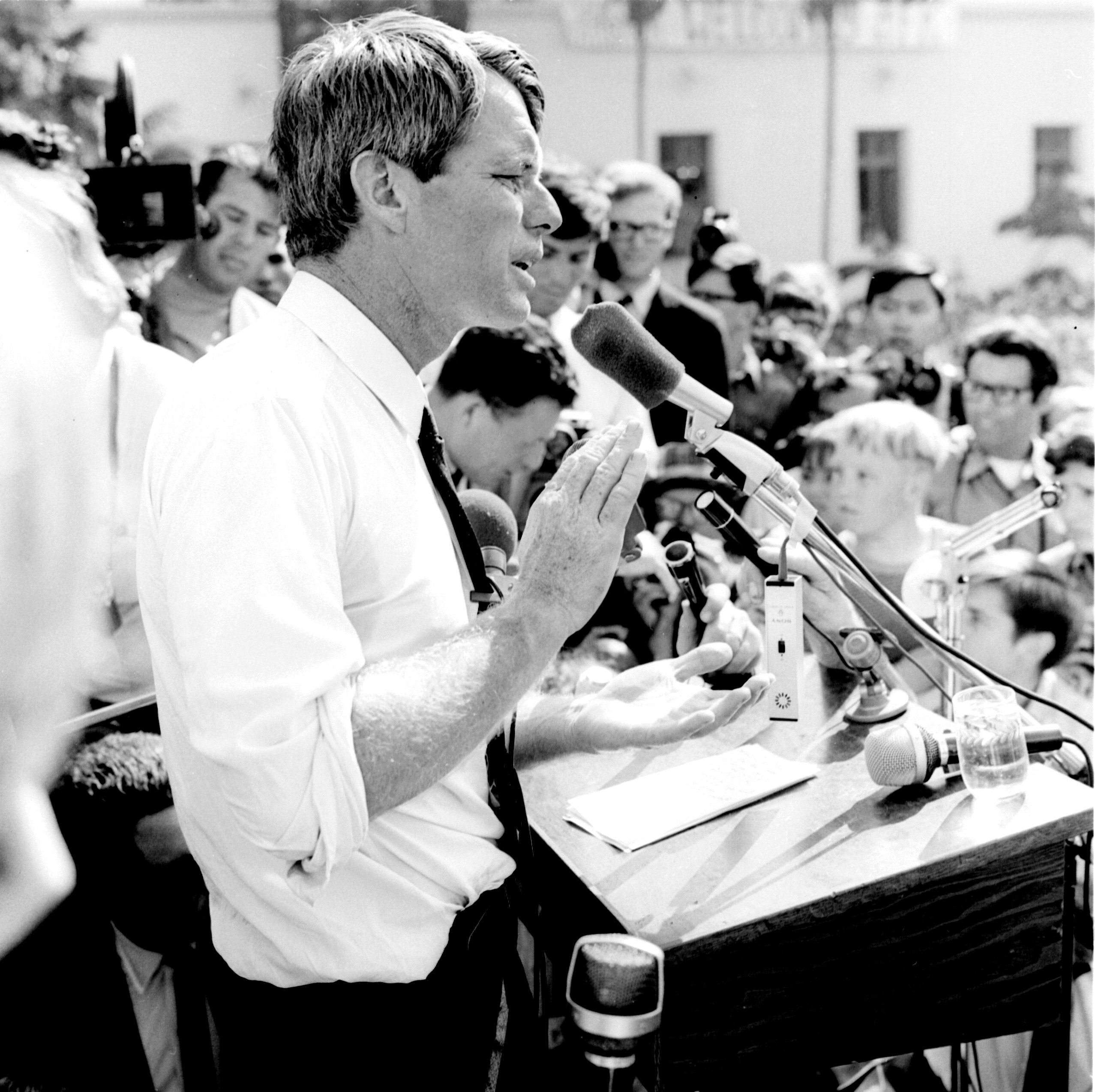
Robert Kennedy en campagne à Los Angeles en 1968.

Après ses victoires dans l'Indiana et le Nebraska, Kennedy espérait remporter les primaires de Californie et du Dakota du Sud qui devaient se tenir le 4 juin. Selon Brian Dooley, la Californie était « l'endroit idéal pour démontrer la capacité de Kennedy à rassembler les électeurs ». En effet, le caractère composite de la population de l'État ― étudiants, membres des classes moyennes, individus issus des minorités, habitants des villes, des banlieues et des ghettos ― était plutôt à l'avantage de Kennedy qui confia d'ailleurs à l'un de ses assistants, lors d'un bain de foule à Los Angeles : « c'est mon peuple ». Pour le sénateur de New York, l'enjeu de cette primaire était de taille car une défaite aurait pu mettre fin à ses espoirs de décrocher la nomination. Alors que la campagne locale de McCarthy était correctement organisée et financée, celle de Kennedy était en manque d'argent. La situation de RFK n'était pas meilleure dans le Dakota du Sud où il faisait face à Humphrey, un natif de la région, et à McCarthy, sénateur de l'État voisin du Minnesota.
Le 1er juin, Kennedy affronta McCarthy lors d'un débat télévisé au cours duquel il parut, selon Gonin, « plus incisif et passionné » que son adversaire. Parmi les thèmes abordés figuraient le Viêt Nam, la situation des ghettos et la lutte contre la pauvreté. Si Dooley écrit que le face-à-face fut « indécis et décevant », un sondage effectué juste après le débat auprès des électeurs indécis révéla que Kennedy avait désormais la préférence d'une majorité d'entre eux. Le 3 juin, RFK visita San Francisco, Los Angeles, San Diego et Long Beach, soit un périple de 2 000 km. À bout de forces, il fut victime d'un malaise à San Diego. Le jour suivant, le candidat assura à Theodore H. White qu'il serait en mesure d'influencer favorablement les barons du Parti démocrate en cas de victoires simultanées en Californie et dans le Dakota du Sud.
Le 4 juin, Kennedy remporta la primaire de Californie avec 46 % des suffrages contre 42 % pour McCarthy, raflant ainsi les 174 délégués de l'État. Il arriva également en tête dans le Dakota du Sud où les scores furent de 50 % pour Kennedy, 30 % pour Humphrey et 20 % pour McCarthy. Il fut en revanche battu par McCarthy dans le New Jersey (38 % contre 33 %). Le résultat de cette journée fut cependant très positif pour Kennedy qui jouissait désormais du statut de favori dans la course à la nomination. Aux alentours de minuit, il se rendit à l'hôtel Ambassador de Los Angeles pour y saluer ses partisans et termina son allocution par ses mots : « mes remerciements à vous tous. En route pour Chicago pour y remporter la victoire ».

## Assassinat de Robert Kennedy
Prenant congé de ses soutiens, Kennedy quitta l'estrade et, avant de se rendre à la salle de presse, décida de faire un détour par les cuisines afin d'y saluer le personnel. Alors que le candidat serrait la main du jeune employé Juan Romero, Sirhan Sirhan, un Palestinien de nationalité jordanienne âgé de 24 ans, fit feu à huit reprises sur le sénateur qui s'écroula, mortellement blessé. Kennedy fut immédiatement transporté au Central Receiving Hospital puis à l'hôpital du Bon Samaritain où, en dépit des efforts des médecins, il mourut dans la nuit du 6 juin 1968.
L'assassinat de Kennedy suscita un émoi considérable aux États-Unis. La campagne présidentielle fut temporairement suspendue et le président Johnson décréta une journée de deuil national. La dépouille de Kennedy fut rapatriée à New York et déposée à la cathédrale Saint-Patrick où plusieurs dizaines de milliers de personnes vinrent se recueillir devant le cercueil du défunt. Le 8 juin eut lieu la messe d'enterrement en présence de 2 000 invités, parmi lesquels Johnson, Humphrey, McCarthy, Richard Nixon et Nelson Rockefeller. Le sénateur Ted Kennedy, frère cadet de Robert, lui rendit hommage par ces mots : « mon frère n'a pas besoin d'être idéalisé ou d'être grandi dans la mort au-delà de ce qu'il était vivant. Qu'on se souvienne de lui comme d'un homme bon et décent, qui a vu le mal et a essayé de le changer en bien, qui a vu la douleur et a essayé de la soigner, qui a vu la guerre et a essayé de l'arrêter ». Un peu plus tard dans la journée, le corps de Robert Kennedy fut transporté en train jusqu'à Washington, D.C. et inhumé au cimetière national d'Arlington.
La mort prématurée du sénateur de New York interroge sur ce qu'aurait pu être son avenir politique. Pour l'historien André Kaspi, « Robert Kennedy n'avait nullement la certitude d'obtenir de la convention nationale le titre de candidat du parti. Tout au contraire. L'arithmétique des primaires le plaçait derrière Humphrey. Il aurait fallu un sursaut d'enthousiasme, l'unité des adversaires de Johnson et de Humphrey pour que Kennedy bouscule les prévisions ». Son biographe Guillaume Gonin note pour sa part qu'« il est impossible de savoir ce qu'aurait donné une présidence Robert Kennedy. Il n'est pas même certain que Bobby serait sorti vainqueur de la convention nationale démocrate à Chicago, face aux hordes de Johnson et Humphrey. Mais une chose est sûre, la dynamique était incontestablement en faveur du sénateur de New York, la Californie lui ouvrant la voie de la nomination ».